# Fonds social juif unifié
 (mars 2022).
 (mars 2022).
La mise en forme du texte ne suit pas les recommandations de Wikipédia : il faut le « wikifier ».
Les points d'amélioration suivants sont les cas les plus fréquents. Le détail des points à revoir est peut-être précisé sur la page de discussion.
- Les titres sont pré-formatés par le logiciel. Ils ne sont ni en capitales, ni en gras.
- Le texte ne doit pas être écrit en capitales (les noms de famille non plus), ni en gras, ni en italique, ni en « petit »…
- Le gras n'est utilisé que pour surligner le titre de l'article dans l'introduction, une seule fois.
- L'italique est rarement utilisé : mots en langue étrangère, titres d'œuvres, noms de bateaux, etc.
- Les citations ne sont pas en italique mais en corps de texte normal. Elles sont entourées par des guillemets français : « et ».
- Les listes à puces sont à éviter, des paragraphes rédigés étant largement préférés. Les tableaux sont à réserver à la présentation de données structurées (résultats, etc.).
- Les appels de note de bas de page (petits chiffres en exposant, introduits par l'outil «  Source ») sont à placer entre la fin de phrase et le point final[comme ça].
- Les liens internes (vers d'autres articles de Wikipédia) sont à choisir avec parcimonie. Créez des liens vers des articles approfondissant le sujet. Les termes génériques sans rapport avec le sujet sont à éviter, ainsi que les répétitions de liens vers un même terme.
- Les liens externes sont à placer uniquement dans une section « Liens externes », à la fin de l'article. Ces liens sont à choisir avec parcimonie suivant les règles définies. Si un lien sert de source à l'article, son insertion dans le texte est à faire par les notes de bas de page.
- La présentation des références doit suivre les conventions bibliographiques. Il est recommandé d'utiliser les modèles {{Ouvrage}}, {{Chapitre}}, {{Article}}, {{Lien web}} et/ou {{Bibliographie}}. Le mode d'édition visuel peut mettre en forme automatiquement les références.
- Insérer une infobox (cadre d'informations à droite) n'est pas obligatoire pour parachever la mise en page.

Pour une aide détaillée, merci de consulter Aide:Wikification.
Si vous pensez que ces points ont été résolus, vous pouvez retirer ce bandeau et améliorer la mise en forme d'un autre article.
Le Fonds social juif unifié (FSJU) est une association loi de 1901, créée en 1951, dans le but de promouvoir la reconstruction de la communauté juive de France après la Shoah. 

## Organisation
Le FSJU est reconnu d'utilité publique. 
Il agit en tant qu’interlocuteur auprès des pouvoirs publics et des collectivités territoriales,. 
Il est l'opérateur de programmes spécifiques.
Il fonctionne avec des services et départements dans les domaines de la solidarité et de l’identité (RCJ, NOÉ, Appel national pour la Tsedaka, Akadem, Passerelles, Réseau Ezra, l’Arche, Campus...).
le FSJU a cinq délégations régionales : Grand Est, Provence Alpes Côte d’Azur, Occitanie, Auvergne Rhône Alpes). En 2021, il a inauguré de nouveaux locaux à Lyon en présence du ministre de la Santé Olivier Véran. Il existe aussi une delégation en Israël. 
C'est une organisation importante de la vie juive en France, selon l'Histoire des Juifs en France.

## Gouvernance
Un corps électoral, composé de donateurs du Fonds social juif unifié, élit tous les quatre ans, un conseil national qui élit, à son tour, un Comité directeur[réf. souhaitée]. 
Son président est Me Ariel Goldmann, réélu en 2019.
Son directeur général, depuis 2019, est Richard Odier également administrateur du syndicat des ONG françaises , France Générosités[source insuffisante].
En 2021, le FSJU obtient le label IDEAS[réf. souhaitée], qui cautionne les pratiques en matière de gouvernance, finances et d’évaluation.
La même année, le FSJU formalise des principes éthiques (gouvernance exigeante, gestion désintéressée, rigueur de gestion, qualité de la communication, transparence financière) dans une charte éthique[source insuffisante].

## Domaines d'actions

### Social
Le FSJU développe des programmes solidaires et fédère de nombreuses associations pour aider les personnes en situation de précarité : aide alimentaire, aide aux logements, bourses cantine, bourses vacances[réf. souhaitée].
Des travailleurs sociaux du  Réseau Ezra assurent un parcours coordonné de soutien aux bénéficiaires, afin de les orienter vers des programmes spécifiques du FSJU, de ses partenaires (CASIT, ASJ, Lev Tov…) ou vers des aides du droit commun[réf. souhaitée].
Un programme spécifique du FSJU, Passerelles, accompagne les survivants de la Shoah et les enfants cachés, dans le processus de reconnaissance et d’indemnisation des victimes[réf. souhaitée].

### Jeunesse
Noé est un programme pour la jeunesse et l’éducation informelle. Crée en 2020, il accompagne les individus de 6 à 30 ans dans leur rapport à l’identité juive et française. Noé accompagne l’émergence de nouveaux projets, promeut l’engagement et favorise la pratique de l’hébreu[réf. souhaitée].
Le département jeunesse anime chaque année le Prix Charles et Annie Corrin; le président du jury est Boris Cyrulnik, neuropsychiatre ; ce prix récompense des travaux d'élèves et de leurs professeurs sur des sujets de transmission de la Shoah.

### Éducation
L’action scolaire du FSJU favorise l’accès aux écoles privées juives et développe la formation des cadres de l’éducation informelle dans le cadre de CAMPUS. Il est l’interlocuteur des écoles privées juives et des pouvoirs publics, notamment le Ministère de l’éducation nationale.

#### Prix Annie et Charles Corrin
Créé en 1989, le prix Annie et Charles Corrin récompense chaque année un travail pédagogique sur la Shoah. Sous l’égide du Fonds Social Juif Unifié, le prix Annie et Charles Corrin est parrainé par le ministère de l’Éducation Nationale.
En janvier 2022, le prix Corrin est décerné à deux classes de Première du Lycée Jean Puy de Roanne.

### Culture
Le département Vie Associative et Culturelle du FSJU s’emploie à inscrire la culture juive dans la vie de la Cité, dans le respect des valeurs universelles. Il développe des projets culturels innovants tel que le Festivals des Cultures Juives en partenariat avec la mairie de Paris[source insuffisante].
La chanteuse lyrique et ambassadrice humanitaire Barbara Hendricks était l’invitée du Festival des Cultures Juives en 2019[source insuffisante].
Le FSJU fédère des centres communautaires dans différentes régions de France, pour éviter le repli de la culture juive dans les déserts communautaires.

### Humanitaire
Le FSJU est engagé dans des combats humanitaires ; il est membre du réseau international Olam, réseau d'ONG juives et israéliennes travaillant dans les champs du développement international et les urgences humanitaires[réf. souhaitée].
Depuis l'invasion de l'Ukraine par la Russie en 2022, le FSJU a engagé une campagne de mobilisation pour héberger des réfugiés en France ; il  apporte des médicaments et du matériel civil aux camps de réfugiés aux frontières de l'Ukraine. 
Son directeur général, Richard Odier, est engagé dans l'humanitaire ; il a reçu le prix Copernic en 2017. Il a constitué une cellule de coordination de crise avec les équipes du FSJU mais aussi d'autres associations françaises (CASIP, OSE, Union des étudiants juifs de France). Cette campagne a été relayée en mars 2022, pour soutenir les camps de réfugiés aux frontières de la zone de guerre[source insuffisante]. 
Une coordination internationale, réunissant près de 20 ONG de 18 pays, s'est réunie le 30 mars 2022, pour échanger méthodes, pratiques et accentuer le soutien en Ukraine et aux frontières[réf. souhaitée].
Depuis l'attaque du Hamas contre Israël d'octobre 2023 et la guerre qui a suivi dans la bande de Gaza, le FSJU met en place des actions humanitaires d’urgence et des programmes post-traumas pour les victimes civiles israéliennes de la guerre, ainsi qu’un suivi thérapeutique pour enfants, tout en appelant à « contribuer à l’effort de guerre israélien et à l’économie du pays ».

## Médias

### Akadem
Crée en 2006, Akadem est un média du FSJU. Il produit et diffuse une somme de conférences académiques, colloques, séminaires et cours, regroupés par thème. Akadem participe à la vie culturelle juive dans le monde francophone.

### RCJ
En 1981, RCJ (Radio de la Communauté Juive), radio du FSJU diffuse quotidiennement des journaux d’information, des enquêtes, des reportages, des entretiens, des débats ou des chroniques. Un effort  de pédagogie est fait sur les sujets concernant la communauté juive en France et l’État d’Israël. RCJ organise des entretiens à l’occasion de sorties de livres, de films ou de nouveaux spectacles[réf. souhaitée].

### L’Arche
L’arche est un magazine du judaïsme français, créé en 1957 ; il publie cinq numéros par an, ainsi qu’un numéro hors-série. Il traite divers aspects de la communauté juive et de son actualité : politique, scientifique, technologique et culturel.

## Financement
Depuis 1992, l’appel national pour la tsédaka est une campagne de collecte qui se déroule chaque année du 15 novembre au 15 décembre. Cette campagne unitaire est destinée à soutenir plus de 20.000 familles[réf. souhaitée].
L’appel national pour la tsédaka est un moment incontournable de la vie juive en France, avec le soutien de Michel Drucker, Patrick Bruel, Michel Boujenah, Alexandre Arcady, Enrico Macias, Gilbert Montagné, Stéphane Freiss, Franck Dubosc, Amir Haddad, Gad Elmaleh, Anne Sinclair,.